# Кофейный культурный ландшафт Колумбии
Кофейный культурный ландшафт Колумбии (исп. El Paisaje cultural del café de Colombia), иногда называется кофейная ось (исп. eje cafetero) или кофейный треугольник (исп. triángulo del café) — область региона Паиса в Колумбии, в сельской местности которого выращивается и производится бо́льшая часть колумбийского кофе. Ландшафт расположен на территории трёх департаментов страны: Кальдас, Киндио, Рисаральда. Эти департаменты являются одними из самых маленьких в Колумбии, имея общую площадь 13 873 км² — около 1,2 % территории Колумбии. Общее их население составляет 2 291 195 человек согласно переписи 2005 года.
На территории области расположены два тематических культурных парка, Колумбийский национальный парк кофе и Национальный парк сельскохозяйственных культур, которые являются туристическими объектами. В 2011 году эта территория была включена в Список Всемирного наследия ЮНЕСКО под названием «Кофейный культурный ландшафт Колумбии» по причине «уникального примера» производства кофе. Культурный ландшафт включает в себя территории шести муниципалитетов с восемнадцатью городами в Андах, в западной части Колумбии. Архитектурный стиль в этих городах в основном представляет собой местный индейский стиль с влиянием испанской колониальной архитектуры. В некоторых сообществах для строительства домов используются традиционные материалы, такие как глины, из которых создают крыши.

## История
Население региона современного культурного кофейного ландшафта стало расти в начале XIX века в первую очередь вследствие иммиграции. Большинство мигрантов составляли шахтёры, начавшие прибывать в регион после введения испанским правительством лицензий на горнодобывающую деятельность для частных лиц. Сельскохозяйственная же деятельность в регионе была первоначально низкой, и в конце XVIII века регион переживал кризисные времена. Кризис был разрешён после того, как местные чиновники разрешили переселенцам свободно занимать территории около шахт, не оформляя какие-либо права на землю, при условии обязательства создать там сельскохозяйственные поселения. Возникшие посёлки в будущем стали центрами по производству кофе.
Кофе в Колумбии начали выращивать на коммерческой основе в поселении Саласар-де-лас-Пальмас, департамент Северный Сантандер, уже в начале XIX века по мере заселения региона. В частности, в 1819 году поселение Саламина в Кальдасе, основанное всего за шесть лет до этого, уже стало крупным центром производства кофе. В ходе дележа земель между переселенцами нередко случались вооружённые конфликты. За 120 лет освоения региона (до середины 1930-х годов) в нём было основано 86 населённых пунктов, при этом изначально жившие здесь индейцы были изгнаны со своих родных земель и переселены в резервации. Выращивание кофе был выгодным делом для переселенцев из-за его низкой стоимости по сравнению с другими культурами — он был неприхотливым, легко обрабатывался и почти не требовал особого ухода; распространение выращивания кофе сопровождалось обезлесиванием и уничтожением местной поликультуры, чтобы освободить место для новых кофейных плантаций.

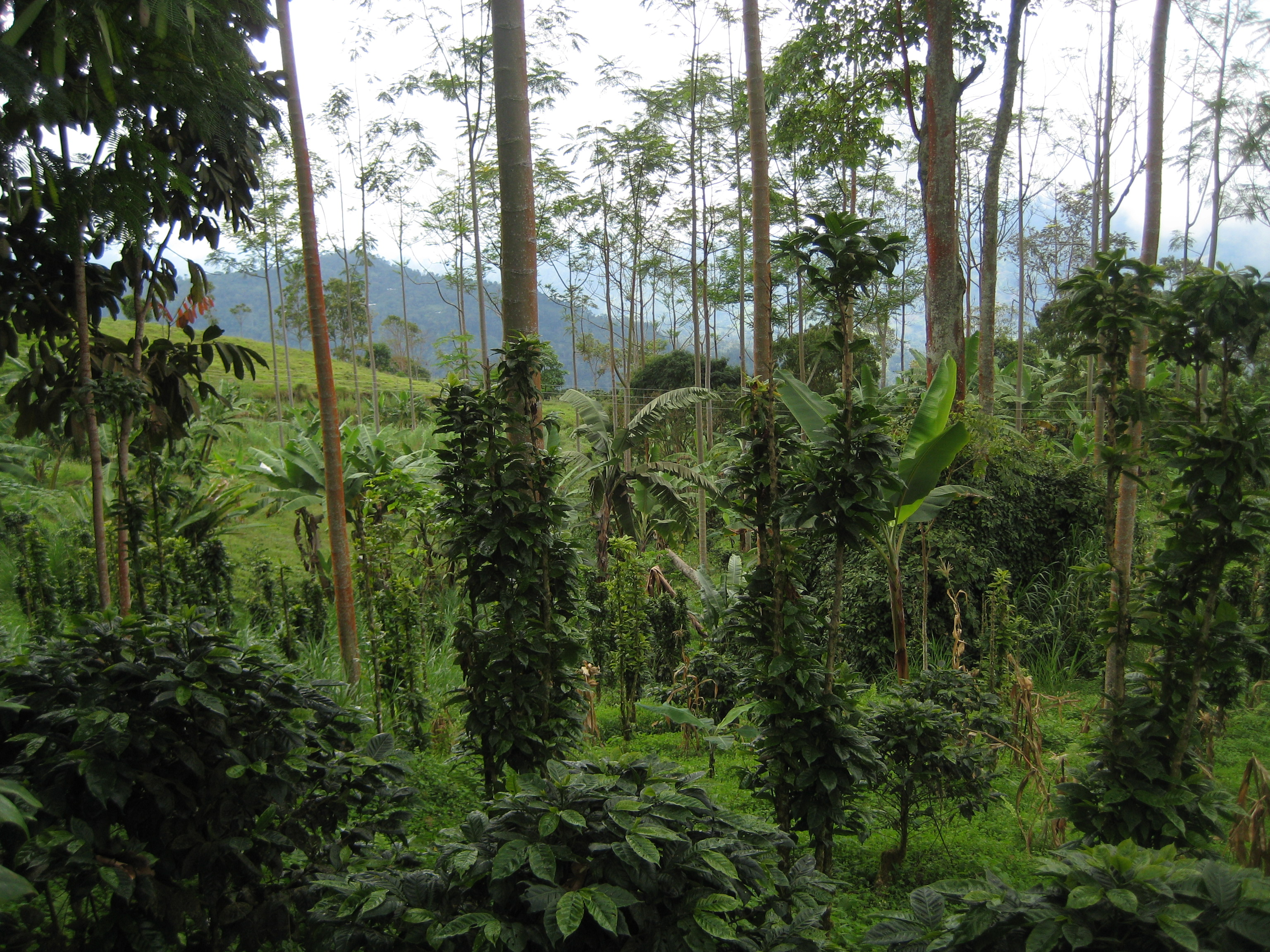
Кофейная ферма

В XX веке кофе стал основным продуктом колумбийского экспорта. В 1927 был впервые проведён национальный конгресс производителей кофе, и уже в том же году при поддержке колумбийского правительства была учреждена Федерация профсоюзов колумбийских производителей кофе, основной целью функционирования которой было провозглашено улучшение уровня жизни населения общин, занятых производством кофе. В 1960-е годы были внесены изменения в процесс переработки кофе, целью которых было увеличение урожайности кофе и выведение сортов кофе, устойчивых к болезням. Традиционные плантации в этом районе характеризовались посадкой с целью обеспечения тени (для чего на месте плантации оставляли некоторое количество высоких деревьев), длительного цикла роста, не слишком большим количеством урожая и низкой плотностью посадки культуры. Многие такие плантации были заменены на более современные, основными характеристиками которых были высокая плотность посадки, более быстрый цикл роста, рост объёмов урожая и меньшее количество тени для растений. В 1970 году «новые» плантации кофе давали только 5 % урожая кофе в регионе, но с 1993 по 1997 год их относительная доля достигла 80 %. Число плантаций также увеличилось, а размеры самих плантаций были уменьшены. Другие изменения были связаны с началом выращивания новых культур, восстановлением лесов и рощ, а также сокращением поверхности травяного покрова. В 1999 году кофейные плантации давали 3,7 % валового внутреннего продукта страны и обеспечивали 37 % рабочих мест во всём сельском хозяйстве. Основными центрами производства кофе в Колумбии являются департаменты Нариньо, Северный Сантандер, Антиокия, Валье-дель-Каука, Уила, Толима, Кальдас, Рисаральда, Киндио и Кундинамарка.
Область между департаментами Кальдас, Рисаральда и Киндио известна как «кофейная зона» в связи с большими масштабами выращивания этого продукта в данной местности. Этот регион сильно пострадал от землетрясения магнитудой 6,4 по шкале Рихтера, случившегося 25 января 1999 года, но впоследствии его экономика была достаточно быстро восстановлена.

## Общий обзор

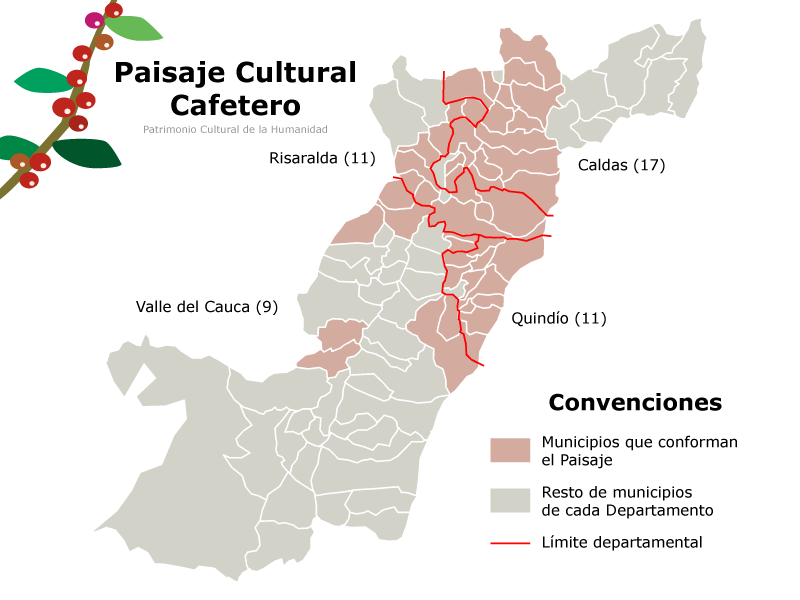
Карта кофейных районов

Погодные условия (от 8 °C до 24 °C), географическое положение (андские дождевые леса) и геологические особенности позволяют производить в данной местности высококачественный кофе с относительно короткими периодами сбора урожая. Фермеры в данной области разработали собственные методы для выращивания, сбора и переработки кофейных зёрен, и весь процесс делается по принципу «от зёрнышка к зёрнышку», причём такая форма переработки отчасти сохраняется и поныне, несмотря на новые методы и массовую индустриализацию сельского хозяйства.
В регионе культурного кофейного ландшафта производится порядка 35 % колумбийского кофе, который выращивается в основном на небольших плантациях на крутых склонах холмов. Всего насчитывается порядка 24000 плантаций, на которых заняты, как считается, порядка 80 тысяч человек. Средняя площадь одного хозяйства составляет 4,6 га, больше половины которой приходится непосредственно на плантацию. В среднем кофейные деревья обновляются на плантациях раз в шесть лет. Выбор метода выращивания кофе («старого» или «нового») зависит от многих факторов: его сорта, высоты склона, среднегодового количества осадков в конкретной местности, свойств местной почвы и так далее.
Знаменитая рекламная эмблема колумбийского кофе «Хуан Вальдес», изображающая фермера из региона Паиса, одетого в пончо, шляпу агуадено, с сумкой-карриэлем и в сопровождении мула, стала, как считается, триумфом рекламного коммуникативного дизайна.

## Туристические достопримечательности
В регионе расположены два главных тематических парка. Один из них, Колумбийский национальный парк кофе, находится в городе Монтенегро департамента Киндио. Там также расположен Музей культуры кофе, где показан процесс обработки зёрен для получения традиционного колумбийского кофе. Этот музей, как и все другие тематические парки, являются точной репликой элемента колониального города, где для туристов проводятся празднества с народной музыкой и танцами, доступен панорамный вид с канатной дороги на пышные пейзажи, а также имеются различные аттракционы.
Другой тематический парк — Национальный парк культуры сельского хозяйства, «Панака», также расположенный в муниципалитете Кимбайя в Киндио. Его главной особенностью является то, что, в отличие от зоопарков, посетители в нём имеют возможность личного и непосредственного контакта с сельскохозяйственных животных, а также могут участвовать в различных запланированных мероприятиях и событиях с этими животными.
Матеканский городской зоопарк в Перейре является одним из самых важных «традиционных» зоопарков в Колумбии и Южной Америке, в нём имеется 150 видов и 800 отдельных животных, в том числе 239 млекопитающих, 172 птицы, 57 рыб, 111 рептилий. В зоопарке высок уровень воспроизводства среди животных, в частности, там родился лигр от африканского льва и бенгальской тигрицы. В нём также расположен Музей природы.
В данном регионе также находятся другие достопримечательности, в том числе ботанический сад университета Перейры, один из крупнейших в Колумбии, город Сантуарио, известный своими архитектурными памятниками колониального периода, горячие источники Санта-Роса-де-Кабаль, долина Кокора (один из входов в национальный парк Лос-Невадос), ботанический сад Киндио, где также расположена крупнейшая в Колумбии коллекция бабочек, и так далее.